# 前田直樹
前田 直樹（まえだ なおき、1977年5月24日 - ）は、愛知県刈谷市出身の映画監督・映像作家。日本映画監督協会協会員。刈谷市広報大使。

## 来歴
1977年に愛知県刈谷市に生まれ、刈谷市立雁が音中学校、愛知県立刈谷北高等学校を卒業した。名古屋市立大学芸術工学部卒業後、CM制作会社のYes Openに入社し、制作進行としてキャリアをスタート。
木村草一、赤坂達也、松崎茂登監督などのCM作品に制作進行として参加した後、Yes Openを退社してイギリスに渡った。ロンドン・フィルム・アカデミー在学中にSKY-TVにて商業監督デビューし、映像制作舎「dnuof」を旗揚げした。2006年（平成18年）12月に日本に帰国し、拠点を東京に構えた。

## 特色
WEB-CM、TV番組、長編映画、短編映画、広告映像、音楽PVなどを制作している。
ミニドラマで学ぶ建設業法（吉村涼、大和田悠太ほか出演）、Rio主演のコブラ・スターシップ MV「Good Girls Go Bad」などを担当。
近年は、海外ロケ作品を多く手がけるようになる。
劇場公開作品「ファイティング・オカン」（中澤裕子、竹原慎二、深澤大河、時東ぁみ、木之元亮）の脚本・監督。
オリジナルビデオ「捜査線-LINE OVER-」（大沢樹生、中松俊哉、大塚太心、夏川純、鈴木一功、小沢仁志）の監督。

## 作品

### 短編映画
- 『Mr. Domoto?』 　製作:n/a - 監督・脚本・撮影・編集
- 『A cute Dish』　製作:C&K - 監督・脚本・撮影・編集
- 『Needlewood Antiques』　製作:LFA - 監督
- 『The doll』　製作:dnuof - 監督・脚本・編集
- 『東京蒼景』　製作:The GoldFish / dnuof - 監督・撮影・編集
- 『ババナナ・ジェラード』　製作:dnuof - 監督・共同脚本・編集
- 『blind』　製作:dnuof / DSS - 監督・共同脚本・編集
- 『ふたりの扉』　製作:dnuof / DSS - 監督・編集
- 『冬空雪道に春風』　製作:dnuof / TBF - 監督・共同脚本・撮影・編集
- 『睡眠』　製作:Field Performance - 監督・共同脚本・編集
- 『21世紀のおじさん』　製作:おっさんずぶるーすパートナーズ - 監督・編集
- 『マリッジカウンセラー 結衣の決意』　製作:「マリッジカウンセラー」フィルムパートナーズ - 監督・編集

### 中編映画
- 『HYPO』　製作:TGM / dnuof - 監督・共同脚本・編集

### 長編映画
- 『ファイティング オカン』　製作:MIRAI / Tryams - 監督・脚本・編集
- 『マリッジカウンセラー』　製作:「マリッジカウンセラー」フィルムパートナーズ - 監督

### オリジナルビデオ
- 『捜査線-LINE OVER-』　製作:D4P / TGM / dnuof - 監督・編集

## 受賞・入選歴
- 『マリッジカウンセラー』
  - 第21回ダッカ国際映画祭メインコンペ部門　Best Actor受賞

- 『Needlewood Antiques』
  - 小津安二郎記念蓼科高原映画祭・短編映画コンクール（第7回） グランプリ受賞
  - 第4回ぐんまショートフィルムコンテスト グランプリ受賞
  - 東京ネットムービーフェスティバル 佳作受賞
  - 那須国際短編映画祭 公式入選
  - ひめじ国際短編映画祭 公式入選
  - プレアデス国際短編映画祭2007 公式日本推薦
  - イーストエンド映画祭2007 公式入選（英国）
  - オーストラリア国際映画祭2006 公式入選
  - マルベイラ国際映画祭2006 公式入選（スペイン）

- 『The doll』
  - 第4回アスキーショートムービーコンテスト グランプリ受賞
  - HeArt 2007 Nagasaki Silver Dragon賞 受賞
  - 第5回北信濃小布施映画祭 公式入選

- 『ふたりの扉』
  - 奄美映像フェスティバル グランプリ受賞
  - 伊勢崎映画祭 準グランプリ受賞

- 『HYPO』
  - ルナティックショートムービーフェスティバル 清水崇賞 受賞
  - メキシコ国際映画祭 Bronze Palm Award 公式入選
  - 第1回ジャパンムービーフェスタ 公式入選

- 『ファイティング オカン』
  - コスタリカ国際映画祭　Best International Feature 受賞
  - The Indie Fest　Best of Show 受賞
  - 第12回ダッカ国際映画祭メインコンペ部門　公式入選
  - アラバマ国際映画祭　公式入選（米国）

- 『東京蒼景』
  - 東京ネットムービーフェスティバル 優秀賞受賞

- 『ババナナ・ジェラード』
  - 名古屋シネマフェスティバル2010 招待上映

- 『Mr. Domoto?』
  - Super Short Film Festival 2006 Mobile部門 公式入選（英国）

- 『“STILL”by SWEET』
  - TSSショートムービーフェスティバル PV部門 グランプリ受賞

- 『英国名画のロケ地をたずねて』
  - 第5回衛星放送協会オリジナル番組アワード オリジナル番組賞 最優秀賞（ミニ番組・番組PR部門）受賞